# Willy Meeuwisse
Willem Bernard (Willy) Meeuwisse (Arnhem, 18 december 1914 – Amsterdam, 6 augustus 1952) was een Nederlands pianist en componist.
Hij was zoon van Willem Stephanus Meeuwisse en Mechelina Johanna Antonia Willemsen. Hij woonde vanaf januari 1951 enige tijd aan de Apollolaan 67.
Hij was leerling van Sem Dresden en via een Koninklijke beurs ook bij Georges Migot. Hij zat al rond 1928 als pianist op de podia. Hij promootte daarbij dikwijls eigentijdse muziek, zoals bijvoorbeeld van Willem Pijper, Dirk Schäfer, Claude Debussy en Maurice Ravel. In zijn laatste dagen maakte hij een concertreis door West-Europa met Jiswalda barones van Ittersum, die een aantal jaren stopte na het overlijden van Meeuwisse.
Als componist schreef hij een Concertino voor piano en orkest (opgedragen aan Dresden), kamermuziek (waaronder stukken voor piano solo). Hij schreef voor piano bewerkingen van Oudhollandse boerendansen.
Door zijn vroege overlijden is zijn oeuvre beperkt gebleven. Hij overleed na vele maanden ziekte in het Amsterdamse Diaconesseziekenhuis. Hij werd begraven in een familiegraf op Moscowa in Arnhem.